# Daniel Dunglas Home
Daniel Dunglas Home (Edinburgh, 20. ožujka 1833. - ?, 21. lipnja 1886.), škotski medij, poznat po sposobnosti levitacije, psihokineze, komunikaciji s duhovima i drugim neobičnim sposobnostima. Više puta je bio podvrgnut znanstvenom testiranju i nikada nije uočena bilo kakva prijevara, iako su ga povremeno optuživali za varanje, što nikada nije bilo dokazano.
Rodio se kao boležljivo dijete te se u ranoj mladosti razbolio od tuberkuloze od koje je patio cijeloga života. Majka Elizabeta je bila poznata kao proročica, kao i mnogi članovi njene obitelji. Njegov otac je bio William Home, nezakoniti sin grofa Alexandra Homea. Neobične sposobnosti je razvio već u ranom djetinjstvu. Kada je imao devet godina, odselio se s obitelji u Connecticut, SAD. Prvu viziju je imao s trinaest godina, kada mu se prikazao preminuli školski prijatelj u oblaku svjetla.
George Bush je bio prvi znanstvenik koji je ispitivao Homeove sposobnosti, a tijekom godina bilo je sve više znanstvenika koji su se zanimali za njegove neobične sposobnosti. Prvu levitaciju imao je u kući poznatog američkog industrijalca Warda Cheneyja, a tom prilikom čuli su se i zvuci glazbe, premda nitko nije svirao instrumente. Zbog preopterečenosti brojnim apelima znatiželjnika koji su željeli svjedočiti demonstracijama njegovih sposobnosti, odustao je od medicinskog fakulteta, razbolio se te je 1855. godine otputovao u Europu. Prvo je doputovao u London, da bi tijekom jeseni otišao u Firencu. Tamo je naišao na predrasude i osudu građana koji su ga se bojali, jer su ga smatrali nekromantom, zbog čega je bio i napadnut. U to vrijeme je bio privrmeno izgubio svoje sposobnosti te je prešao na rimokatoličku vjeru i odlučio se povući u samostan. Poslije nekog vremena dobio je poziv francuskog cara Napoleona III. te je napustio Italiju i otputovao u Pariz, gdje je održao niz spiritističkih seansi.
Godine 1858. zaručio se u Italiji s Alexandrinom de Kroll, svastikom grofa Koucheleff-Besborodka, a vjenčao se u Sankt Petersburgu te je dobio sina s njom. Uskoro nakon vjenčanja vratio se u Englesku, gdje je nastavio izazivati pozornost javnosti i medija. Poznati fizičar Michael Faraday je odbacio mogućnost da Home može pomicati predmete nafizičkim putem i nazvao ga šarlatanom. Istodobno, još je nekoliko uglednih znanstvenika toga doba proučavalo Homeove sposobnosti i ocijenilo ih autentičnima.
Godine 1862. umrla je Homeova supruga Alexandrina, koja se zarazila tuberkulzom, od koje je bolovao Home.
U svibnju 1871. znanstvenik sir William Crookes ispitivao je Homeove sposobnosti i zaključio da se radi o autentičnom fenomenu.
Umro je 1886. godine i pokopan je na pariškom gorblju.